# Tetramesa
Tetramesa  (лат.) — род наездников-фитофагов семейства Eurytomidae (Chalcidoidea) из подотряда стебельчатобрюхие отряда перепончатокрылые. Более 130 видов. Для бывшего СССР указывалось около 70 видов (на Дальнем Востоке — 9 видов).

## Описание
Среднего размера хальцидоидные наездники (2—4 мм) с удлинённым цилиндрическим брюшком. Голова и грудь тонко-морщинистые или сетчатые. Задний край щёк без киля. Голова и грудь равномерно опушенные короткими волосками. Усики самцов с 7-члениковой булавой. Усики самок разнообразны: состоят из 5- или 6-членкового жгутика и 2 или 3-члениковой булавы. Галлообразователи, фитофаги злаков (в стеблях или в галлах). Имаго, как правило, чёрного цвета с жёлтыми пятнами.

## Систематика
Более 130 видов, которые объединяют в 6 видовых групп.
- Tetramesa aciculata  (von Schlechtendal, 1891)
- Tetramesa aequalis  (Walker, 1871)
- Tetramesa aequata  (Dalla Torre, 1898)
- Tetramesa affinis  (Hedicke, 1921)
- Tetramesa agrostidis  (Howard, 1896)
- Tetramesa airae  (von Schlechtendal, 1891)
- Tetramesa albomaculatum  (Ashmead, 1894)
- Tetramesa aneurolepidii  Zerova, 1965
- Tetramesa angelonini  (Girault, 1924)
- Tetramesa angustatum  (Walker, 1832)
- Tetramesa angustipenne  (Walker, 1832)
- Tetramesa antica  (Walker, 1871)
- Tetramesa arenaria  (Erdös, 1957)
- Tetramesa arrhenateri  Erdös, 1963
- Tetramesa aurae  (Schlechtendal, 1891)
- Tetramesa australiensis  (Girault, 1913)
- Tetramesa bambusae  (Phillips, 1936)
- Tetramesa beckmanniae  Zerova, 1969
- Tetramesa brachypodii  (Schlechtendal, 1891)
- Tetramesa brevicollis  (Walker, 1836)
- Tetramesa brevicornis  (Walker, 1832)
- Tetramesa brevipennis  (Walker, 1836)
- Tetramesa brevis  (Walker, 1832)
- Tetramesa breviventris  (Walker, 1832)
- Tetramesa brischkei  (Schlechtendal, 1891)
- Tetramesa bromiphila  Erdös, 1963
- Tetramesa buccata  (Thomson, 1876)
- Tetramesa dispar  Zerova, 1965
- Tetramesa egesta  (Walker, 1842)
- Tetramesa elongata  Zerova, 1965
- Tetramesa eremita  (Portschinsky, 1881)
- Tetramesa inquilinum  (Rimsky-Korsakov, 1914)
- Tetramesa novalis  Zerova, 1978
- Tetramesa rossica  (Rimsky-Korsakov, 1914)
- Tetramesa samarica  (Chesnokov, 1930)
- Tetramesa ukrainica  Zerova, 1965
- Другие виды